# 사바와 사라왁이 말레이시아를 떠나다
사바와 사라왁이 말레이시아를 떠나다(말레이어: Sabah Sarawak Keluar Malaysia)는 말레이시아의 온라인 단체로, 동말레이시아의 두 주인 사라왁과 사바/북보르네오의 독립을 추진하는 단체이다. 약칭인 SSKM으로 잘 알려져 있다.

## 역사
2011년 8월 9일 오후 3시 25분 사바 출신의 영국의 준법률가 도리스 존스가 페이스북에 페이지를 만든 걸 시작으로 결성되었다. 초기 소수의 지지만을 얻었으나, 몇 달 만에 1만 명 이상의 지지를 얻어 실질적인 단체로 발전했다. 2012년 해당 페이지가 해킹을 당하기도 했다. 2013년 영국에서 영국 사바사라왁 연합(Sabah Sarawak Union - UK; 약칭 SSU-UK)이라는 이름의 정식 비정부단체로 등록되었다.
2014년 9월, 이 단체가 말레이시아 연방정부에 의해 밝혀졌으며, 여론을 통해 이 단체를 비난하였다.

## 목표
사라왁과 사바의 독립을 추진하는 단체이며, 1963년에 체결된 말레이시아 조약이 무효이고 불법적임을 주장한다. 다음은 이 단체가 추구하는 목표의 일부이다.
- 현재 사라왁과 사바 지역에 각각 사라왁 공화국(영어: Republic of Sarawak)과 북보르네오 공화국(영어: Republic of North Borneo)을 건설한다.
- 사라왁, 사바의 지역산물인 식물성유지(팜유/팜핵유)를 두 나라의 주요 산물 및 생산품으로 한다.
- 사라왁, 사바 독립 문제에 무관심한 영국과 유엔의 지지를 얻어 독립 추진을 활성화한다.

## 같이 보기
- 툰 푸아드 스테픈스
- 스테픈 칼롱 닝칸
- 리콴유
- 툰쿠 압둘 라흐만
- 사라왁 사바 독립운동
- 피터 모준틴
- 사라왁 (1963년)
- 사바 (1963년)
- 싱가포르 (1959년)
- 싱가포르 (1963년)
- 말레이시아 조약
- 싱가포르의 탈퇴
- 푸에르토리코 독립당
- 푸에르토리코 독립운동
- 카탈루냐 공화좌파당
- 카탈루냐 독립운동
- 스코틀랜드 국민당
- 스코틀랜드 독립운동
- 동투르키스탄 독립운동